# 芭比之魔法公主
《芭比之魔法公主》（英語：Barbie in Princess Power）是环球影业發行的錄影帶首映動畫電影作品。於2015年3月3日以DVD的形式在美國首次發售，並於2015年5月31日在尼克儿童频道上播出。該作為芭比動畫系列的第29部電影，影片讲述了温德米尔王國的卡拉公主被一只神奇的蝴蝶亲吻后，被赋予了神奇的超能力，她开始以“超级閃亮亮”的名義拯救人们。然而嫉妒卡拉的表妹科琳也被同一只蝴蝶亲吻，於是她以“黑暗閃亮亮”的名義开始与卡拉成為競爭對手，但当她们发现瑞文戴尔男爵企圖夺取王国的陰謀時，她們两人必须團結合作来拯救王國。
台灣於2015年3月20日由緯麟集團和傳訊時代多媒體聯合代理發行DVD。香港於2015年4月1日由洲立影視有限公司代理發行DVD和VCD。中国大陆由新汇集团上海声像出版社有限公司和上海新索音乐有限公司联合发行DVD。

## 劇情
卡拉公主在溫德米爾皇宮的社區花園里使用由她的朋友蔓蒂森和瑪凱雅所創造的飛行器時而發生了事故。為了保護卡拉，卡拉的父母則警告她，這個王國比她想象的要危險得多，而且他們的顧問瑞文戴爾男爵也深有同感。瑞文戴爾男爵被認為是他們最聰明和最有洞察力的顧問，所以克里斯多夫國王和卡琳娜皇后都十分信任他，但他卻在私下想要接管整個王國。他首先打算創造一種神奇的靈丹妙藥，這種藥能賦予他超能力，而這將幫助他實現他的目標。但他的寵物青蛙布魯斯不小心打翻了靈丹妙藥，致使靈丹妙藥流入排水管，灑落在了毛毛蟲身上，於是毛毛蟲開始發光，然後爬到樹上造了一個繭，並破繭而出，變成了一只閃閃發光的蝴蝶。
瑞文戴爾男爵讓他的青蛙布魯斯一邊做它的日常工作，一邊去尋找藥水的成分。當卡拉被這只神奇的蝴蝶親吻時，她獲得了神奇的超能力。第二天，她發現了自己的能力，並告訴了蔓蒂森和瑪凱雅。卡拉發現她能在空中飛翔，還有了超強的力量，並且敏捷度也提高了，她意識到這肯定是蝴蝶給了她力量。蔓蒂森和瑪凱雅警告卡拉，她只能利用自己的能力去幫助別人，而不能為自己謀利。
雖然卡拉想要開始她的社區花園項目，但她知道她的父母一定會堅決反對，所以她設想讓自己成為一個超級女英雄，名叫超級閃亮亮。於是，她的朋友們為她設計了一套超級英雄服裝，之後卡拉便開始了救援行動。超級閃亮亮救了她的表妹科琳，一個建築工人和在建築工地受傷的記者韋斯。然後她意識到她忘記了皇家招待會，於是便急忙趕了回來。瑞文戴爾男爵看到超級閃亮亮在行動，想知道她是如何獲得了超能力，並專注於獲得他所需要的其余藥水成分。
在她的臥室里，卡拉告訴蔓蒂森和瑪凱雅，她可以用她的超能力救人和抓捕罪犯。蔓蒂森和瑪凱雅透露，她們已經創建了一個秘密基地，以幫助卡拉找到緊急情況。卡拉阻止了一場搶劫，男爵要去找靈丹妙藥的最後一種原料。卡拉的妹妹柔依和蓋比告訴她，她們想見超級閃亮亮，並建議邀請她參加下周卡拉的生日派對。卡拉從火災中救出了一個人，並和記者韋斯拍了一張照片，自從她開始成為超級女英雄以來，韋斯做了很多關於她的報道。
在她生日那天，卡拉看到她有很多粉絲網站和一個致敬音樂視頻。在派對上，卡拉的表妹科琳說她認為超級閃亮亮被高估了，但克里斯多夫國王和卡琳娜皇后卻對超級閃亮亮幫助了王國的人們而表示感謝。卡拉離開派對去阻止另一場搶劫，蔓蒂森和瑪凱雅幫忙分散了她父母的注意力，直到她回來。不知不覺中，卡拉失去了她的戒指，這是蔓蒂森和瑪凱雅專門為超級英雄制造的工具。
科琳意外看到超級閃亮亮變回了卡拉，這使她成為除了蔓蒂森和瑪凱雅之外唯一知道超級閃亮亮真實身份的人。她還在無意中聽到她們說這是蝴蝶給了卡拉力量，所以科琳去追蹤那只蝴蝶並得到了一個吻。然後她也獲得了超能力，也將自己包裝成一個超級女英雄，名叫黑暗閃亮亮。記者韋斯找到了卡拉的戒指，男爵找到了他最後的原料。同時，超級閃亮亮和黑暗閃亮亮彼此相遇並成為了競爭對手。
韋斯看到卡拉和超級閃亮亮戴着同一枚戒指的照片，於是他在博客上公布了她的身份。卡拉的父母禁止她再扮演超級閃亮亮，瑞文戴爾男爵使用加倍的成分來增強他藥劑的力量。他對布魯斯說，他將除掉克里斯多夫國王，並結束超級閃亮亮和黑暗閃亮亮。於是他喝下了靈丹妙藥，最終獲得了超能力，並試圖攻擊克里斯多夫國王。科琳用她的超能力救下了他，因此她的家人發現了她是黑暗閃亮亮。
卡拉的兩只寵物帕克和牛頓為了阻止瑞文戴爾男爵，它們也找到蝴蝶並獲得了超能力。男爵試圖攻擊卡拉一家的要塞，於是他們在保護要塞，但它卻可以抵禦任何攻擊。瑞文戴爾男爵去了休眠山，那是一座火山，男爵企圖讓熔巖流向溫德米爾王國宮殿。黑暗閃亮亮幫助超級閃亮亮將熔巖分流到湖中。帕克和牛頓幫助黑暗閃亮亮和超級閃亮亮阻止布魯斯和男爵，並將他們囚禁在了要塞。卡拉和科琳決定共同努力使溫德米爾成為一個更好的地方，於是卡拉開始了她的社區花園項目。

## 配音員
| 角色                                    | 英語原聲                          | 國語配音 | 國語配音 | 國語配音 |
| 角色                                    | 英語原聲                          | 中国大陆 | 台湾     | 广东话   |
| --------------------------------------- | --------------------------------- | -------- | -------- | -------- |
| 卡拉/超级闪亮亮（Kara/Super Sparkle）   | 凱莉·謝里丹                       | 冰心     | 傅其慧   |          |
| 科琳/黑暗闪亮亮（Corinne/Dark Sparkle） | 布里特妮·厄文                     | 周秀娜   | 杜素真   |          |
| 瑞文戴尔男爵（Baron Von Ravendale）     | 迈克尔·科普萨                     | 大牛     | 孫誠     |          |
| 蔓蒂森（Madison）                       | 丽贝卡·侯赛因（Rebecca Husain）   | 小潔     |          |          |
| 玛凯雅（Makalya）                       | 基拉·陶恕                         | 小云     |          |          |
| 卡琳娜皇后（Queen Karina）              | 派翠西亞·德雷克                   | 李俊英   |          |          |
| 克里斯多夫国王（King Kristoff）         | 迈克尔·亚当思韦特                 | 大餅     |          |          |
| 柔依（Zooey）                           | 切尔西·米勒（Chelsea Miller）     | 高丹     |          |          |
| 盖比（Gabby）                           | 艾丽莎·斯韦尔斯（Alyssya Swales） | 黄诗琦   |          |          |
| 韦斯·里弗斯（Wes Rivers）               | 大衛·凱伊                         |          |          |          |
| 布魯斯（Bruce）                         | 加布·希尔斯                       |          |          |          |
| 帕克（Parker）                          | 塔碧莎·卓曼                       |          |          |          |
| 牛頓（Newton）                          | 凱斯琳·巴爾                       |          |          |          |
| 工人（Construction Worker）             | 迈克尔·亚当思韦特                 | 张立昆   |          |          |
| 消防队长（Firechief）                   | 迈克尔·丹杰菲尔德                 | 张立昆   |          |          |
| 抢匪1（Robber #1）                      | 亚当·佩特曼（Adam Pateman）       | 大牛     |          |          |
| 抢匪2（Robber #2）                      | 布雷迪·罗伯茨（Brady Roberts）    | 张立昆   |          |          |

## 歌曲
Coolest Thing Ever
创作：Gabriel Mann, Kay Hanley
演唱：Nevada Brandt
Superhero Beat
创作：Gabriel Mann, Kay Hanley
演唱：Rachel Bearer & Allie Feder
Soaring
创作：Jeannie Lurie, Gabriel Mann
演唱：Rachel Bearer

## 配音譯製人員
中国大陆國語版工作人員
- 翻译：蔡济生
- 对白领班：蔡济生
- 制作统筹：陈诗意

## 備註
1. 1 2  依照芭比系列電影上映次序。

## 資料來源
1. ↑  . 2022-11-28  [2022-11-28]. （原始内容存档于2022-11-28）.
2. ↑  . The Futon Critic. 2022-11-28.
3. ↑  . 2022-11-28  [2022-11-28]. （原始内容存档于2022-11-28）.
4. ↑  . 2022-11-28  [2022-11-28]. （原始内容存档于2022-11-28）.
5. ↑  . 2022-11-28  [2022-11-28]. （原始内容存档于2022-11-28）.

## 外部連結
- 《芭比之魔法公主》 （页面存档备份，存于） - 環球影業家庭娛樂（英文）
- 在Netflix上觀看《芭比之魔法公主》
- 互联网电影数据库（IMDb）上《芭比之魔法公主》的资料（英文）
- AllMovie上《芭比之魔法公主》的资料（英文）
- 爛番茄上《芭比之魔法公主》的資料（英文）
- 豆瓣电影上《芭比之魔法公主》的資料 （简体中文）